# Li Rongfa
Li Rongfa (李容發, 李容髮) (9 janvier 1845 - 1er janvier 1891), parfois appelé Li Ronfar, fut un chef de guerre éminent de la révolte des Taiping, dans la Chine du XIXe siècle.
Pendant la durée où il exerça un commandement militaire, il fut connu sous le nom de « Prince Loyal le second » (忠二王)(Zhong Er Wang), car il était le second fils de Li Xiucheng, le « Prince Loyal » des Taiping. Il conduisit les forces Taiping à de nombreuses victoires, et fut l'un des rares chefs Taiping à survivre à la guerre.